# José del Campillo y Cossío
Joseph del Campillo y Cossío (Alles, Peñamellera Alta, Asturias, 13 de febrero de 1693 - Madrid, 11 de abril de 1743) fue un político, economista y hacendista español.

## Biografía
Joseph del Campillo y Cossío ascendió a Comisario de Marina y por ello fue enviado a Veracruz y La Habana donde realizaría estudios para la construcción de un astillero, el cual sería instalado tiempo después de que se regresara a España. 
Joseph del Campillo y Cossío estando en Cuba y en la Nueva España pudo hacer algunos recorridos por las regiones circundantes a dichos puertos, lo que le permitió darse cuenta de la pobreza en la que vivía la gente, de sus necesidades, de la conducta de las autoridades hacia esa gente, por lo mismo convivió con los cubanos y los novohispanos, lo cual le hizo reflexionar en dos asuntos aparentemente disímbolos: la pobreza de la mayor parte de los súbditos de la Corona que habitaban en el Nuevo Mundo, y de la crisis económica que también se vivía en aquellos años en gran parte del Imperio Español, en este sentido se tiene que como funcionario de gobierno tenía acceso a información sobre las condiciones en que se vivían los súbditos de los reinos de Inglaterra y Francia, de sus colonias en Norteamérica, lo que incluía aspectos de sus sistemas productivos, de comercio y de organización, lo que resultaba mucho muy superior a lo que existía en las Indias, este asunto y el de los súbditos del común de la gente eran parte de un mismo problema: la desorganización general que se había generado a lo largo de los siglos 16 y 17 cuando los reyes de la Casa de Habsburgo, situación que estaba plagada de corrupción, de grandes carencias para la mayor parte de la gente, de la inexistencia de oportunidades para que ésta se preparara y obtuviese mejores condiciones de vida, lo cual si se buscaba resolver habría de generar la riqueza que la Corona Española requería y así dejar de afrontar crisis periódicas, lo cual había llevado a que la Corona se endeudara con los grandes prestamistas de los Países Bajos, lo que generaba la necesidad de cubrir altos intereses... En este sentido si se reforzaban las condiciones de vida y se generaban oportunidades para que la gente elevara su nivel de vida, esto volvería a colocar al Imperio en un estado de poderío como en sus mejores tiempos... pero dentro de todo este contexto de Campillo consideró que el sector poblacional de los indígenas, que era el más marginado y el más pobre de toda la sociedad novohispana, y que sería la misma para los que habitaban en Centroamérica y Sudamérica, deberían de ser capacitados en conocimientos y habilidades de todos los oficios, y de esta forma convertirlos en personas productivas, con capacidad de compra, lo que redundaría en el que la Real Hacienda obtuviese mayores ingresos para la Corona... sobre esto Campillo debió estarlo analizando, por lo que buscó toda la información disponible sobre las condiciones de cada virreinato, de cada reino, de cada gobernación, de cada provincia y de los principales municipios de la Indias, lo que finalmente tuvo como resultado un estudio que presentó al Rey Felipe V en 1742, en el que expuso cuales eran las condiciones de vida de sus súbditos, y cuales eran los grandes fallos de organización gubernamental, del sistema productivo, del comercio y de la Iglesia, y cuales podían ser las acciones para remediar todo ello, en favor de la Corona. Desafortunadamente Felipe 5º aconsejó que se olvidara del asunto porque era de la opinión de que si sus súbditos se ilustraban o preparaban y con ello adquirían riquezas e inteligencia se convertirían en individuos rebeldes e incontrolables... Con todo y esta respuesta el estudio de Campillo es un documento en extremo valioso en tanto que plantea cuales eran las condiciones del Imperio Español...
A su regreso a España es nombrado, en 1724, director del Real Astillero de Guarnizo donde lleva a cabo una intensa actividad, tanto en la construcción de navíos como en la dotación de diques, acuartelamientos, trincheras defensivas, etc. Aquí fue denunciado al Tribunal de la Inquisición de Logroño por un antiguo capellán del astillero, acusado de “leer libros prohibidos y comunicar con herejes”. El proceso se falló a favor de Campillo.
El año 1728 el rey le concede el ingreso en la Orden de Santiago, y desde 1733 a 1737 dirige la intendencia del ejército que se enfrenta en Italia a los austriacos.
A su regreso es nombrado Intendente del Reino de Aragón, donde presta especial atención al desarrollo de las obras públicas. Construyó un puente sobre el río Gállego y, para su pago, estableció un peaje del que no eximió a los eclesiásticos, por lo que tuvo un fuerte enfrentamiento con el Arzobispo, que promovió su excomunión. El conflicto se resolvió a favor de Campillo, que ganó aprecio y consideración ante el monarca, el cual le nombra Secretario (Ministro) de Estado de Hacienda, en marzo de 1741, y, poco tiempo después, le encomienda asimismo las Secretarías de Guerra, Marina e Indias, con lo que acumula un extraordinario poder.
Siendo jefe de múltiples ministerios en el reinado de Felipe V, lleva a cabo una intensa actividad, sobre todo en el campo de la Hacienda pública.
Falleció en Madrid el 11 de abril de 1743. Una muerte prematura que truncó una excelente trayectoria. Tiene Campillo notables escritos sobre gestión pública y economía política tales como: Lo que hay de más y de menos en España, España despierta y Nuevo sistema de gobierno económico para la América, que sirvieron posteriormente para diseñar las reformas introducidas en el gobierno de las Indias, especialmente a través del plagio que hizo el economista Bernardo Ward de esta última obra inédita en la segunda parte de su Proyecto económico... (1762, impreso en 1779 por Pedro Rodríguez Campomanes).

## Obras
- Copia literal de un papel escrito por el señor [...] al Inquisidor de Logroño sobre haberle formado proceso en punto de fe y acusado de que leía libros prohibidos y otras calumnias de sus émulos, con inserción de la carta que dirigió a dicho señor Inquisidor acompañando al citado papel, Guarnizo [1726], Madrid, 1789
- Dictamen sobre cuál de los dos Capitanes Generales de Mar y Tierra deben tener más aplicación y estudio para las respectivas operaciones de sus encargos, 1739 (inéd.)
- Inspección de las seis Secretarías de Estado y calidades y circunstancias que deben concurrir en sus respectivos Secretarios [1739], 1979
- Lo que hay de más y de menos en España para que sea lo que debe ser y no lo que es [1742] (ed. y est. prelim. de A. Elorza, Madrid, Seminario de Historia Social y Económica de la Facultad de Filosofía y Letras, 1969)
- España despierta, c. 1743
- Nuevo sistema económico para la América [...], Madrid, Benito Cano, 1789 (ed. con introd. y notas de M. Ballesteros Gaibrois, Oviedo, GEA, 1993).

## Cargos
Durante su vida ocupó los siguientes cargos:
- Intendente general de marina.
- Comendador de la Oliva de la Orden de Santiago.
- Capitán general Honorífico.
- Secretario de Estado de Hacienda, Marina, Guerra e Indias.
- Consejero de Estado y Lugarteniente del Almirantazgo.